# Saga "Of Love" de VH1
La saga "Of Love" fue una serie de programas emitidos entre enero de 2006 y diciembre de 2010 por la cadena estadounidense VH1 en colaboración con la productora 51 Minds Entertainment y sus creadores, Cris Abrego y Mark Cronin. La franquicia se originó con la emisión de Flavor of Love y prácticamente en su totalidad tuvo un formato de dating show, con entre 15 y 20 participantes compitiendo por el amor de un famoso o finalistas de programas anteriores, a excepción de Charm School y I Love Money en los que antiguos concursantes compitieron por una dotación económica. La saga terminó de forma abrupta tras el asesinato en agosto de 2009 de la modelo Jasmine Fiore a manos de su entonces novio Ryan Jenkins durante la emisión de Megan Wants a Millionaire, del que él era concursante. A raíz del crimen, los programas que contaban con la participación de Jenkins fueron cancelados y los proyectos que no habían comenzado su producción fueron abandonados.

## Lista de programas
| Programa                                   | Fecha de estreno      | Fecha final            | N.º de temporadas | Tipo      |
| ------------------------------------------ | --------------------- | ---------------------- | ----------------- | --------- |
| Flavor of Love                             | 1 de enero de 2006    | 19 de mayo de 2008     | 3                 | Original  |
| I Love New York                            | 2 de abril de 2007    | 6 de enero de 2008     | 2                 | Spin off  |
| Charm School                               | 15 de abril de 2007   | 27 de julio de 2009    | 3                 | All stars |
| Rock of Love                               | 15 de juli ode 2007   | 8 de octubre de 2009   | 3                 | Original  |
| I Love Money                               | 6 de junio de 2008    | 1 de diciembre de 2010 | 4 (1 cancelada)   | All stars |
| Real Chance of Love                        | 20 de octubre de 2008 | 26 de octubre de 2009  | 2                 | Spin off  |
| For The Love of Ray J                      | 2 de febrero de 2009  | 8 de febrero de 2010   | 2                 | Original  |
| Daisy of Love                              | 26 de abril de 2009   | 26 de julio de 2009    | 1                 | Spin off  |
| Megan Wants a Millionaire                  | 2 de agosto de 2009   | 16 de agosto de 2009   | 1 (cancelada)     | Spin off  |
| Frank The Entertainer in A Basement Affair | 3 de enero de 2010    | 28 de marzo de 2010    | 1                 | Spin off  |

## Antecedentes

### The Surreal Life(2004) y Strange Love (2005)
Después de que la actriz Brigette Nielsen y el rapero Flavor Flav, líder de Public Enemy, comenzasen una relación durante la tercera temporada de The Strange Life en 2004 protagonizaron su propio programa, Strange Love, al año siguiente. Strange Love documentó la relación tormentosa de Nielsen y Flav a lo largo de once episodios hasta su separación al final de su única temporada, una decisión de mutuo acuerdo que inspiró al rapero a comenzar una nueva búsqueda del amor.

## Cronología

### Flavor of Love(2006-2008)
Tras el paso de Flav por The Surreal Life y Strange Love de VH1, la cadena estrenó Flavor of Love en enero de 2006. En él 20 solteras compitieron cada temporada (25 en la última) por el amor de Flav en una mansión de Los Ángeles en un formato similar al de The Bachelor. El programa se emitió durante tres temporadas, tras las cuales el rapero decidió rehacer su vida con la madre de su séptimo hijo. De Flavor of Love derivó I Love New York y parte del reparto participó en Charm School y I Love Money.
| Temporada | Fecha de estreno      | Fecha final           | N.º de concursantes | N.º de episodios |
| --------- | --------------------- | --------------------- | ------------------- | ---------------- |
| 1         | 1 de enero de 2006    | 2 de abril de 2006    | 20                  | 11               |
| 2         | 6 de agosto de 2006   | 29 de octubre de 2006 | 20                  | 12               |
| 3         | 11 de febrero de 2008 | 26 de mayo de 2008    | 25                  | 16               |

### I Love New York(2007-2008)
Tiffany "New York" Pollard, concursante de las dos primeras temporadas de Flavor of Love, protagonizó su propio programa de citas en abril de 2007 con una mecánica idéntica a su predecesor. En este caso contó con la ayuda de su madre, Sister Patterson, que ya había aparecido en Flavor of Love en calidad de invitada. El programa se prolongó durante dos temporadas y se planeó una tercera que fue cancelada en preproducción. Tras su paso por I Love New York Pollard protagonizó New York Goes to Hollywood y New York Goes to Work, alejándose así del formato de citas. De I Love New York surgieron A Real Chance of Love y Frank The Entertainer in A Basement Affair y parte del reparto participó en I Love Money.
| Temporada | Fecha de estreno     | Fecha final         | N.º de concursantes | N.º de episodios |
| --------- | -------------------- | ------------------- | ------------------- | ---------------- |
| 1         | 8 de enero de 2007   | 15 de abril de 2007 | 20                  | 12               |
| 2         | 8 de octubre de 2007 | 6 de enero de 2008  | 20                  | 13               |

### Charm School(2007-2009)
Parte de las solteras de las dos primeras temporadas de Flavor of Love participaron en la primera temporada de Charm School, popularmente conocida como Flavor of Love Girls: Charm School o Charm School of Love, en abril de 2007. El nuevo formato, dirigido por la cómica Mo'Nique, encerró a las participantes en una academia para enseñares educación y buenos modales a través de una serie de pruebas que las eliminarían semanalmente hasta que una se alzase ganadora del premio de 50.000 dólares. Tras la emisión de Rock of Love solteras de sus dos primeras temporadas protagonizaron la segunda, conocida como Rock of Love Girls: Charm School o Charm School of Rock, dirigida esta vez por Sharon Osbourne y con un premio final de 100.000 dólares. La academia de la tercera temporada, Charm School with Rikki Lake, fue dirigida por la actriz y contó con solteras de la tercera temporada de Rock of Love y la primera de Real Chance of Love.
| Temporada | Fecha de estreno      | Fecha final         | N.º de concursantes | Directora       | N.º de episodios |
| --------- | --------------------- | ------------------- | ------------------- | --------------- | ---------------- |
| 1         | 15 de abril de 2007   | 8 de julio de 2007  | 13                  | Mo'Nique        | 11               |
| 2         | 12 de octubre de 2008 | 4 de enero de 2009  | 14                  | Sharon Osbourne | 12               |
| 3         | 11 de mayo de 2009    | 27 de julio de 2009 | 14                  | Rikki Lake      | 11               |

### Rock of Love(2007-2009)
Tras el éxito de Flavor of Love la cadena produjo en julio de 2007 un programa de características idénticas con el cantante Brett Michaels, líder de Poison, como el soltero sustituyendo a Flav. La temática, ambientación y perfil de las participantes también se adaptaron al espíritu de Michaels, reclutando a 20 groupies del rockero. Para la tercera temporada la localización habitual, la mansión, pasó a ser un bus de gira. De Rock of Love derivó Daisy of Love y Megan Wants a Millionaire y algunas de las solteras participaron en Charm School y I Love Money.
| Temporada | Fecha de estreno    | Fecha final          | N.º de concursantes | N.º de episodios |
| --------- | ------------------- | -------------------- | ------------------- | ---------------- |
| 1         | 15 de julio de 2007 | 7 de octubre de 2007 | 25                  | 13               |
| 2         | 13 de enero de 2008 | 20 de abril de 2008  | 20                  | 14               |
| 3         | 4 de enero de 2009  | 8 de octubre de 2009 | 20                  | 13               |

### I Love Money(2008-2010)
I Love Money fue el primer all stars transversal de la saga, funcionando como crossover entre Flavor of Love, Rock of Love, I Love New York, Real Chance of Love, For The Love of Ray J, Daisy of Love y  Megan Wants a Millionaire a lo largo de sus cuatro ediciones desde su estreno en julio de 2008. De nuevo en cada temporada participaban alrededor de 20 concursantes pero esta vez la localización se trasladaba a México y "tras fracasar en el amor", como rezaba el eslogan del programa, los concursantes competían en una serie de pruebas físicas por un premio final de un cuarto de millón de dólares al estilo de Survivor. La tercera temporada fue cancelada tras el crimen de Ryan Jenkins, quien se rumoreó que se alzó como ganador de la edición, y la cuarta, grabada simultáneamente, se pospuso de forma indefinida hasta que finalmente fue estrenada en septiembre de 2010. 
| Temporada | Fecha de estreno         | Fecha final            | N.º de concursantes | N.º de episodios |
| --------- | ------------------------ | ---------------------- | ------------------- | ---------------- |
| 1         | 6 de julio de 2008       | 12 de octubre de 2008  | 17                  | 14               |
| 2         | 2 de febrero de 2009     | 12 de mayo de 2009     | 19                  | 15               |
| 3         | Cancelada                | Cancelada              | 17                  | 13               |
| 4         | 16 de septiembre de 2010 | 1 de diciembre de 2010 | 18                  | 12               |

### Real Chance of Love(2008-2009)
Tras su participación en la primera temporada de I Love Money los hermanos Ahmad "Real" Givens y Kamal "Chance" Givens, pretendientes de Tiffany Pollard en la primera temporada de I Love New York se convirtieron en estrellas de su propio dating show. Una vez más se repitió la mecánica de los formatos anteriores, pero a diferencia de estos dos solteras se alzaban vencedoras al final de cada edición, una elegida por cada hermano. Real Chance of Love se prolongó durante dos temporadas desde que se estrenó en octubre de 2008 y parte de su reparto participó posteriormente en I Love Money y Charm School with Rikki Lake.
| Temporada | Fecha de estreno      | Fecha final           | N.º de concursantes | N.º de episodios |
| --------- | --------------------- | --------------------- | ------------------- | ---------------- |
| 1         | 20 de octubre de 2008 | 26 de enero de 2009   | 17                  | 14               |
| 2         | 3 de agosto de 2009   | 26 de octubre de 2009 | 20                  | 12               |

### For The Love of Ray J (2009-2010)
Por tercera vez un cantante protagonizó su propio Of Love, esta vez Ray J fue el soltero por el que compitieron las pretendientas en condiciones similares a las anteriores. Estrenándose en febrero de 2009 fue el primer programa original de la saga desde Rock of Love dos años atrás y contó con dos temporadas. Algunas de las solteras de Ray J participaron en las dos últimas ediciones de I Love Money.
| Temporada | Fecha de estreno       | Fecha final          | N.º de concursantes | N.º de episodios |
| --------- | ---------------------- | -------------------- | ------------------- | ---------------- |
| 1         | 2 de febrero de 2009   | 27 de abril de 2009  | 14                  | 12               |
| 2         | 2 de noviembre de 2009 | 8 de febrero de 2010 | 19                  | 14               |

### Daisy of Love(2009)
El primer spin off que surgió de Rock of Love fue protagonizado en abril de 2009 por Daisy de la Hoya, concursante de la segunda temporada y conocida por ser sobrina del boxeador Óscar de la Hoya. Daisy of Love continuó con el formato dating y solo contó con una temporada, pero parte de su reparto participó en I Love Money.
| Temporada | Fecha de estreno    | Fecha final         | N.º de concursantes | N.º de episodios |
| --------- | ------------------- | ------------------- | ------------------- | ---------------- |
| 1         | 26 de abril de 2009 | 26 de julio de 2009 | 20                  | 12               |

### Megan Wants a Millionaire(2009)
El segundo programa derivado de Rock of Love comenzó a emitirse en agosto de 2009. El concepto de Megan Wants a Millionaire surgió de un comentario de la propia Megan Hauserman durante su paso por Charm School y una vez más continuó con la mecánica de sus predecesores. El programa fue cancelado tras la emisión del tercer capítulo de su única temporada después de conocerse la noticia del crimen de Ryan Jenkins, quien según fuentes resultó finalista de la competición. Parte de los solteros de Hauserman compitieron posteriormente en I Love Money.
| Temporada | Fecha de estreno    | Fecha final                      | N.º de concursantes | N.º de episodios |
| --------- | ------------------- | -------------------------------- | ------------------- | ---------------- |
| 1         | 2 de agosto de 2009 | 16 de agosto de 2009 (cancelada) | 17                  | 3 (cancelada)    |

### Frank The Entertainer in A Basement Affair (2010)
Después de la emisión de Real Chance of Love se desprendió un segundo spin off de I Love New York, esta vez protagonizado por Frank "The Entertainer", concursante de su segunda temporada y de I Love Money. A Basement Affair solo contó con una temporada y resultó siendo el último programa de citas de la saga de la cadena. Junto con la segunda temporada de For The Love of Ray J fue la única edición cuyo reparto no participó en un all stars posterior.
| Temporada | Fecha de estreno   | Fecha final         | N.º de concursantes | N.º de episodios |
| --------- | ------------------ | ------------------- | ------------------- | ---------------- |
| 1         | 3 de enero de 2010 | 28 de marzo de 2010 | 15                  | 11               |

## Relación despin offs
|      |                             | Flavor of Love 1 | Flavor of Love 2 | I Love New York 1 * | Rock of Love 1 | I Love New York 2 * | Rock of Love 2 | Flavor of Love 3 | Real Chance of Love 1 ** | Rock of Love 3 | For The Love of Ray J 1 | Daisy of Love * | Real Chance of Love 2 ** | Megan Wants a Millionaire * |
| 2006 | Flavor of Love 1            |                  |                  |                     |                |                     |                |                  |                          |                |                         |                 |                          |                             |
| ---- | --------------------------- | ---------------- | ---------------- | ------------------- | -------------- | ------------------- | -------------- | ---------------- | ------------------------ | -------------- | ----------------------- | --------------- | ------------------------ | --------------------------- |
| 2006 | Flavor of Love 2            |                  |                  |                     |                |                     |                |                  |                          |                |                         |                 |                          |                             |
| 2007 | I Love New York 1           | Yes              |                  |                     |                |                     |                |                  |                          |                |                         |                 |                          |                             |
| 2007 | Charm School 1              | Yes              | Yes              |                     |                |                     |                |                  |                          |                |                         |                 |                          |                             |
| 2007 | Rock of Love 1              |                  |                  |                     |                |                     |                |                  |                          |                |                         |                 |                          |                             |
| 2007 | I Love New York 2           | Yes              |                  |                     |                |                     |                |                  |                          |                |                         |                 |                          |                             |
| 2008 | Rock of Love 2              |                  |                  |                     |                |                     |                |                  |                          |                |                         |                 |                          |                             |
| 2008 | Flavor of Love 3            |                  |                  |                     |                |                     |                |                  |                          |                |                         |                 |                          |                             |
| 2008 | I Love Money 1              | Yes              | Yes              | Yes                 | Yes            | Yes                 | Yes            |                  |                          |                |                         |                 |                          |                             |
| 2008 | Charm School 2              |                  |                  |                     | Yes            |                     | Yes            |                  |                          |                |                         |                 |                          |                             |
| 2008 | Real Chance of Love 1       |                  |                  | Yes                 |                |                     |                |                  |                          |                |                         |                 |                          |                             |
| 2009 | Rock of Love 3              |                  |                  |                     |                |                     |                |                  |                          |                |                         |                 |                          |                             |
| 2009 | For The Love of Ray J 1     |                  |                  |                     |                |                     |                |                  |                          |                |                         |                 |                          |                             |
| 2009 | I Love Money 2              | Yes              | Yes              | Yes                 | Yes            | Yes                 | Yes            | Yes              | Yes                      |                |                         |                 |                          |                             |
| 2009 | Daisy of Love               |                  |                  |                     |                |                     | Yes            |                  |                          |                |                         |                 |                          |                             |
| 2009 | Charm School 3              |                  |                  |                     |                |                     |                |                  | Yes                      | Yes            |                         |                 |                          |                             |
| 2009 | Real Chance of Love 2       |                  |                  | Yes                 |                |                     |                |                  |                          |                |                         |                 |                          |                             |
| 2009 | Megan Wants a Millionaire † |                  |                  |                     | Maybe          |                     | Yes            |                  |                          |                |                         |                 |                          |                             |
| 2009 | For The Love of Ray J 2     |                  |                  |                     |                |                     |                |                  |                          |                |                         |                 |                          |                             |
| 2010 | I Love Money 3 ‡            |                  | Yes              |                     | Yes            | Yes                 |                |                  | Yes                      | Yes            | Yes                     | Yes             |                          | Yes                         |
| 2010 | Frank The Entertainer ...   |                  |                  |                     |                | Yes                 |                |                  |                          |                |                         |                 |                          |                             |
| 2010 | I Love Money 4              |                  |                  |                     |                | Yes                 |                | Yes              | Yes                      |                | Yes                     | Yes             | Yes                      | Yes                         |

* El programa ya era un spin off.
** El programa fue un spin off de un spin off.
† El programa fue cancelado mientras era emitido.
‡ El programa fue cancelado antes de ser emitido.

## Programas relacionados

### A Shot At Love With Tila Tequila(2007)
En octubre de 2007 se estrenó A Shot At Love With Tila Tequila en MTV, frecuentemente anunciada como "demasiado para VH1", su canal hermano. A diferencia del resto de programas La Gran Duda de Tila Tequila, como se le conoció en España, fue creado por Riley McCormick y producido por 495 Productions y la propia MTV. La mecánica sí fue idéntica, salvo por el hecho de que al tratarse de un "reality bisexual" contó con 15 solteros heterosexuales y 15 solteras lesbianas (16 en la segunda temporada). A Shot At Love... derivó en dos spin offs: That's Amore! en febrero de 2008 y A Double Shot at Love With The Ikki Twins en diciembre de ese año, el cual fue rebooteado diez años después con Pauly D y Vinny Guadagnino de Jersey Shore.
| Temporada | Fecha de estreno     | Fecha final             | N.º de concursantes | N.º de episodios |
| --------- | -------------------- | ----------------------- | ------------------- | ---------------- |
| 1         | 9 de octubre de 2007 | 23 de diciembre de 2007 | 32                  | 12               |
| 2         | 22 de abril de 2008  | 8 de julio de 2008      | 30                  | 12               |

### New York Goes to Hollywood (2008)
Después de su paso por Flavor of Love y I Love New York, Tiffany Pollard se desmarcó del formato de citas en agosto de 2008 con New York Goes To Hollywood, que siguió sus andanzas en su intento de convertirse en una afamada actriz. El programa sirvió como secuela de la segunda temporada de I Love New York al mostrar el desarrollo y destino de la relación que surgió entre Pollard y el soltero ganador de esa edición.
| Temporada | Fecha de estreno    | Fecha final              | N.º de episodios |
| --------- | ------------------- | ------------------------ | ---------------- |
| 1         | 4 de agosto de 2008 | 22 de septiembre de 2008 | 8                |

### New York Goes to Work (2009)
A las andanzas de Pollard en Hollywood le sucedió New York Goes to Work en un intento de encontrar un nuevo oficio para Miss New York tras su fracaso en el mundo de la actuación. A diferencia de su predecesor, New York Goes to Work no contó con continuidad entre sus episodios, sino que en cada uno Pollard probaba un trabajo diferente escogido por la audiencia para ganarse un salario en caso de haber desempeñado favorablemente la labor de cada semana. Una segunda temporada se encontraba en preproducción cuando trascendió el crimen de Ryan Jenkins, por lo que el proyecto fue abandonado.
| Temporada | Fecha de estreno  | Fecha final         | N.º de episodios |
| --------- | ----------------- | ------------------- | ---------------- |
| 1         | 4 de mayo de 2009 | 29 de junio de 2009 | 9                |

### Real and Chance: The Legend Hunters (2010)
De igual forma que Pollard, los hermanos Givens se alejaron de los dating shows tras su recorrido en I Love New York y Real Chance of Love y protagonizaron su propio programa en el que, de manera similar a New York Goes to Work, semana tras semana iban a la caza de una criatura mitológica distinta.
| Temporada | Fecha de estreno         | Fecha final             | N.º de episodios |
| --------- | ------------------------ | ----------------------- | ---------------- |
| 1         | 19 de septiembre de 2010 | 24 de noviembre de 2010 | 10               |

### Bret Michaels: Life As I Know It (2010)
El protagonista de Rock of Love también se pasó a las docu-series para mostrar el desarrollo de su carrera, su vida en familia y los problemas de salud que obligaron a pausar la producción de Life As I Know It.
| Temporada | Fecha de estreno      | Fecha final             | N.º de episodios |
| --------- | --------------------- | ----------------------- | ---------------- |
| 1         | 18 de octubre de 2010 | 20 de diciembre de 2010 | 9                |

### Ton of Cash (2011)
El primer intento de VH1 y 51 Minds Entertainment de alejarse de la saga Of Love fue Ton of Cash, un concurso con espíritu similar a I Love Money pero con caras nuevas y desconocidas que peleaban por un premio de hasta un millón de dólares transportándolo en efectivo a través de una serie de pruebas entre Los Ángeles y Las Vegas. El programa resultó ser un fracaso de audiencia y al término de su primera temporada fue abandonado.
| Temporada | Fecha de estreno     | Fecha final           | N.º de episodios |
| --------- | -------------------- | --------------------- | ---------------- |
| 1         | 17 de agosto de 2011 | 26 de octubre de 2011 | 10               |